# Templo de Flora (Cerreto Sannita)

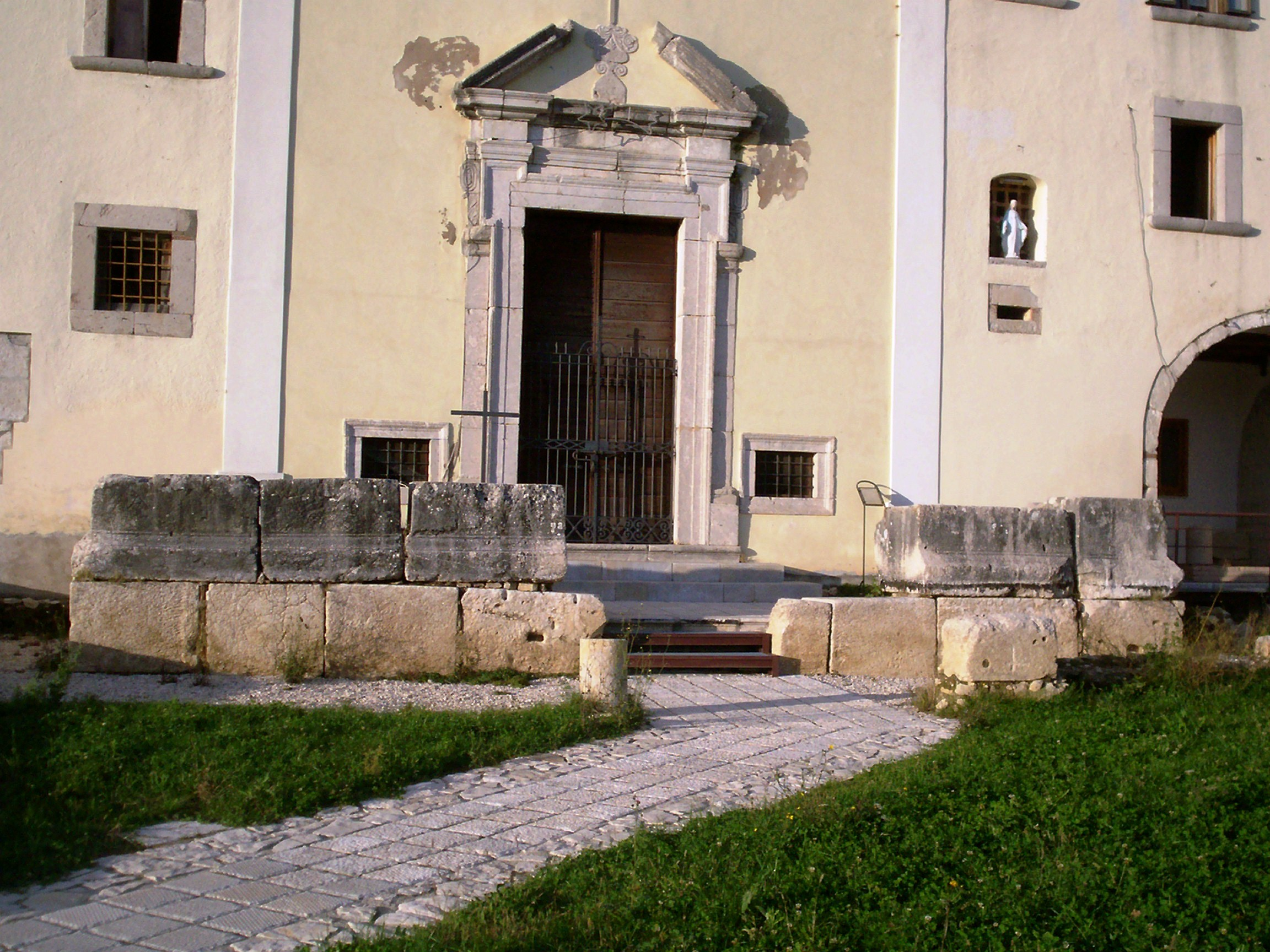
Os restos da base do templo localizado no adro da Igreja da Madonna della Libera.

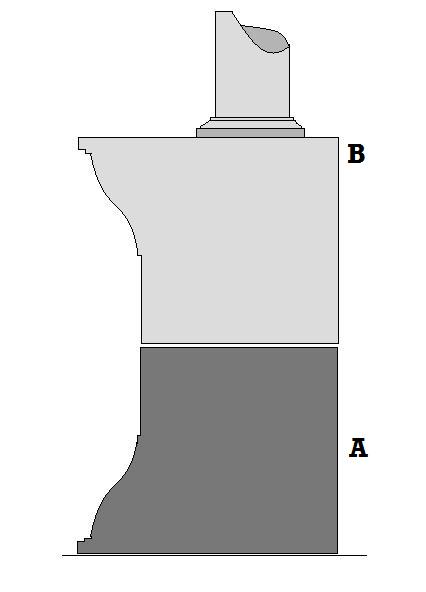
O pódio do templo: A) parte existente; B) reconstrução.

O Templo de Flora foi um templo da era samnita localizado em Cerreto Sannita.

## História
O templo estava localizado no local onde outrora existiu um assentamento samnita, provavelmente o "Cominium Ocritum" mencionado por Tito Lívio e tocado por Hanão, general de Aníbal, durante a Segunda Guerra Púnica.
Poucos vestígios arqueológicos permanecem desta aldeia samnita, como as paredes de pedra seca no Monte Cigno e os restos do templo, dedicado à deusa Flora, deusa da colheita.
Um documento escrito que confirma a tese da presença de um assentamento samnita, existente na área onde se encontram os restos do templo, deriva de um documento do notário Mario Cappella datado de 1593 que destaca como a memória de uma "aldeia da Rocca del Cigno", correspondendo à aldeia samnita-romana que se situava precisamente na zona entre o templo e a "Rocca" do Monte Cigno (a parte terminal da montanha)
Em alguns documentos do século XVII, a área onde ficava o templo era chamada de "Campo de fiore" ou "Campo de fiori". Segundo alguns historiadores, a denominação "fiore" ou "flore" deriva de "Flora", a divindade a quem o templo foi nomeado.
Ao longo dos séculos, a Igreja da Madonna della Libera foi construída sobre os restos do templo.
Em 10 de fevereiro de 1951, foi encontrada nesta área uma série de moedas de prata da época romana que sustentam a tese da existência de "Cominium" na localidade de Monte Cigno-Madonna della Libera.
Na década de trinta do século XX, o historiador local Silvestro Mastrobuoni realizou um reconhecimento da área em busca de vestígios arqueológicos. No Monte Cigno encontrou e fotografou "pedaços de tufo que devem ter formado a abóbada de algumas salas" e, no lado norte da montanha, "onde se vê uma espécie de praça, notamos uma cisterna e vestígios de antigas muralhas".
Na sequência de alguns reconhecimentos efetuados ao Monte Cigno pelo Gabinete Histórico do Estado-Maior do Exército, descobriu-se a presença de um caminho de mulas em calçada portuguesa, sem atual utilização pretendida, e numerosos vestígios de cantarias samnitas em obra poligonal muito semelhantes às existentes em Sepino. O denso reflorestamento impossibilitou a visita à área explorada por Mastrobuoni na década de 1930, provavelmente a mais rica em vestígios arqueológicos.

## Descrição
Do templo existem apenas alguns blocos poligonais localizados no adro da Madonna della Libera e que formaram a base do pódio do templo. Sobre esses blocos havia outros blocos de pedra quadrada colocados de cabeça para baixo em relação aos anteriores. Sobre esses últimos blocos repousavam as colunas decoradas com capitéis de pedra ricamente folheados. Alguns desses capitéis foram encontrados em alguns estábulos de camponeses onde foram usados, depois de cavados no meio, como bebedouros para galinhas.
No centro da base, uma fenda permitia o acesso ao sacelo do templo por uma escada.
Alguns blocos do templo foram utilizados no século XVIII para construir a fonte localizada a poucas dezenas de metros da Igreja da Madonna della Libera.